# Robert Troha
Robert Troha (Zagabria, 28 giugno 1977) è un ex cestista croato.

## Palmarès
- Campionato sloveno: 1

Helios Domžale: 2006-07
- Campionato croato: 2

Cibona Zagabria: 2008-09, 2009-10
- Coppa di Slovenia: 1

Helios Domžale: 2007
- Coppa di Croazia: 1

Cibona Zagabria: 2009